# Jamie McAllister
James Reynolds McAllister (Glasgow, Escocia; 26 de abril de 1978) es un exfutbolista y entrenador escocés. Es segundo entrenador en el Hibernian desde 2022.
Como futbolista, se desempeñó como defensa, y fue internacional por Escocia.

## Selección nacional
Ha sido internacional con la Selección de fútbol de Escocia, ha jugado 1 partido internacional.

## Clubes

### Como jugador
| Club                         | País       | Año       |
| ---------------------------- | ---------- | --------- |
| Queen of the South FC        | Escocia    | 1996-1999 |
| Aberdeen FC                  | Escocia    | 1999-2003 |
| Livingston FC                | Escocia    | 2003-2004 |
| Heart of Midlothian FC       | Escocia    | 2004-2006 |
| Bristol City                 | Inglaterra | 2006-2012 |
| Preston North End (préstamo) | Inglaterra | 2012      |
| Yeovil Town                  | Inglaterra | 2012-2014 |
| Kerala Blasters              | India      | 2014-2015 |
| Exeter City                  | Inglaterra | 2015-2016 |

### Como entrenador
| Club                        | País       | Año           |
| --------------------------- | ---------- | ------------- |
| Kerala Blasters (Asistente) | Escocia    | 2014-2015     |
| Bristol City sub-21         | Inglaterra | 2016-2017     |
| Bristol City (asistente)    | Inglaterra | 2017-2020     |
| Hibernian FC (asistente)    | Escocia    | 2022-presente |

## Palmarés

### Campeonatos nacionales
| Título                     | Club                | País    | Año  |
| -------------------------- | ------------------- | ------- | ---- |
| Copa de la Liga de Escocia | Livingston FC       | Escocia | 2004 |
| Copa de Escocia            | Heart of Midlothian | Escocia | 2006 |